# Neocirrhites armatus
Neocirrhites armatus és una espècie de peix pertanyent a la família dels cirrítids i l'única del gènere Neocirrhites.

## Descripció
- Pot arribar a fer 9 cm de llargària màxima.
- 10 espines i 13 radis tous a l'aleta dorsal i 3 espines i 6-7 radis tous a l'anal.[3][4]

## Reproducció
És ovípar i monògam.

## Hàbitat
És un peix marí, associat als esculls de corall (Stylophora mordax, Pocillopora elegans, Pocillopora eydouxi i Pocillopora verrucosa) i de clima tropical (30°N-28°S) que viu entre 1 i 10 m de fondària.

## Distribució geogràfica
Es troba a l'oceà Pacífic: la Samoa Nord-americana, Austràlia, les illes Carolines, les illes Cook, Guam, Indonèsia, el Japó (incloent-hi les illes Ogasawara i Ryukyu), Kiribati, la Micronèsia, les illes Mariannes, Nova Caledònia, Palau, Papua Nova Guinea, les illes Filipines, Pitcairn, Samoa, Tahití, Tonga, les illes Tuamotu i les illes Wake.

## Observacions
És inofensiu per als humans i força apreciat com a peix d'aquari, tot i que requereix aigües ben oxigenades.